# Листер, Мойра
Мойра Листер (англ. Moira Lister, 6 августа 1923 — 27 октября 2007) — британская актриса, уроженка Южной Африки.

## Биография
Мойра Листер родилась 6 августа 1923 года в семье майора Джеймса Листера и его жены Маргарет (урождённой Хоган). Начальное обучение она получила в монастыре Святого Семейства в Йоханнесбурге. Свою театральную карьеру Мойра начала ещё в Южной Африке подростком, а затем, после переезда в Великобританию, продолжила в театрах Лондона. Её кинокарьера началась в 1944 году и позже Мойра снялась в таких фильмах, как «Жестокое море» (1953), «Неприятности в лавке» (1953) и «Глубокое синее море» (1955).
Воспитанная в католических традициях Мойра Листер состояла в Британской католической театральной гильдии. В 1951 году она вышла замуж за французского дипломата Жака де Гашассин-Лафина Викомта д’Ортеза, от которого родила двух дочерей, Шанталь и Кристобель.
За три года до смерти Мойра Листер начала очень успешный тур с шоу о Ноэле Кауарде. Её не стало 27 октября 2007 года.

## Избранная фильмография
- 2007 — Наводнение — Бабушка
- 2000 — Десятое королевство — Бабушка Вирджинии (ТВ)
- 1967 — Двойник — Миссис Кэррингтон
- 1967 — Мстители (телесериал) — Элена Вазин (ТВ)
- 1964 — Жёлтый роллс-ройс — Леди Сант-Симеон
- 1955 — Глубокое синее море — Доун Максвелл
- 1953 — Неприятности в лавке — Пэгги Дрю
- 1953 — Жестокое море — Элейн Морелл
- 1951 — Бассейн в Лондоне — Мэйзи
- 1951 — Белые коридоры — Долли Кларк
- 1949 — Погоня за деньгами — Джоу
- 1949 — Жил-был веселый бродяга — Дотти Лиз
- 1948 — Такая злая, любовь моя — Китти
- 1945 — Дон Чикаго — Телефонистка